# Tammi Patterson
Tammi Patterson (* 3. Januar 1990 in Sydney) ist eine australische Tennisspielerin.

## Karriere
Patterson begann mit neun Jahren mit dem Tennissport. Ihr bevorzugter Belag ist der Hartplatz.
Sie gewann auf dem ITF Women’s Circuit bislang ein Einzel und zehn Doppelturniere.
Bei den Australian Open scheiterte sie bereits viermal in der ersten Runde der Doppelkonkurrenz. 2016 erhielt sie dort auch für das Einzel eine Wildcard; sie unterlag in Runde eins Ana Ivanović mit 2:6 und 3:6.
Ihr bislang letztes Profiturnier spielte sie im März 2019, seit Ende Januar 2020 wird sie nicht mehr in den Weltranglisten geführt.

## Turniersiege

### Einzel
| Nr. | Datum         | Turnier | Kategorie   | Belag     | Finalgegnerin      | Ergebnis |
| --- | ------------- | ------- | ----------- | --------- | ------------------ | -------- |
| 1.  | 11. Juni 2017 | Tokio   | ITF $25.000 | Hartplatz | Peangtarn Plipuech | 6:3, 6:2 |

### Doppel
| Nr. | Datum            | Turnier     | Kategorie   | Belag     | Partnerin        | Finalgegnerinnen                        | Ergebnis          |
| --- | ---------------- | ----------- | ----------- | --------- | ---------------- | --------------------------------------- | ----------------- |
| 1.  | Juli 2008        | Frinton     | ITF $10.000 | Rasen     | Emelyn Starr     | Jade Curtis Elizabeth Thomas            | 6:3, 7:5          |
| 2.  | Juni 2009        | Alcobaça    | ITF $10.000 | Hartplatz | Shannon Golds    | Monica Gorny Jade Windley               | 3:6, 6:2, [10:4]  |
| 3.  | Mai 2010         | Velenje     | ITF $10.000 | Sand      | Alenka Hubacek   | Kateřina Kramperová Pavla Šmídová       | 6:1, 3:6, 6:4     |
| 4.  | September 2010   | Cairns      | ITF $25.000 | Hartplatz | Olivia Rogowska  | Tyra Calderwood Noppawan Lertcheewakarn | 6:3, 7:63         |
| 5.  | November 2010    | Wellington  | ITF $25.000 | Hartplatz | Tímea Babos      | Jarmila Gajdošová Jade Hopper           | 6:3, 6:2          |
| 6.  | 28. März 2015    | Mornington  | ITF $15.000 | Sand      | Priscilla Hon    | Mana Ayukawa Ayaka Okuno                | 6:4, 7:64         |
| 7.  | 3. April 2015    | Melbourne   | ITF $15.000 | Sand      | Priscilla Hon    | Agata Barańska Sandra Zaniewska         | 2:6, 6:4, [12:10] |
| 8.  | 2. Oktober 2015  | Tweed Heads | ITF $15.000 | Hartplatz | Kimberly Birrell | Dalma Galfi Priscilla Hon               | 6:73, 6:3, [10:8] |
| 9.  | 19. Februar 2016 | Perth       | ITF $25.000 | Hartplatz | Katarzyna Piter  | Han Na-lae Jang Su-jeong                | 4:6, 6:2, [10:3]  |
| 10. | 21. Mai 2017     | Kurume      | ITF $60.000 | Teppich   | Katy Dunne       | Erina Haya Shi Robu Kajitani            | 6:73, 6:2, [10:4] |

## Abschneiden bei Grand-Slam-Turnieren

### Doppel
| Turnier         | 2011 | 2012 | 2013 | 2014 | 2016 | Bilanz | Karriere |
| --------------- | ---- | ---- | ---- | ---- | ---- | ------ | -------- |
| Australian Open | 1    | 1    | —    | 1    | 1    | 0:4    | 1        |
| French Open     | —    | —    | —    | —    | —    | 0:0    | —        |
| Wimbledon       | —    | —    | —    | —    | —    | 0:0    | —        |
| US Open         | —    | —    | —    | —    | —    | 0:0    | —        |